# Lucy (2014)
Lucy ist ein französischer Action- und Science-Fiction-Film des Regisseurs Luc Besson aus dem Jahr 2014 mit Scarlett Johansson und Morgan Freeman in den Hauptrollen. In Deutschland war der Kinostart am 14. August 2014. Zentraler Bezugspunkt der Handlung des kommerziell sehr erfolgreichen Films ist der Zehn-Prozent-Mythos.

## Handlung
Der Film beginnt mit einem Prolog: Ein Vorfahre des anatomisch modernen Menschen (Homo sapiens), möglicherweise ein Australopithecus afarensis, schöpft Trinkwasser aus einem See. Aus dem Off ist eine weibliche Stimme zu vernehmen: „Vor einer Milliarde Jahren wurde uns das Leben geschenkt. Was haben wir daraus gemacht?“
Die 25-jährige US-Studentin Lucy lebt vorübergehend in Taiwan. Vor dem Eingang eines Luxushotels bedrängt sie ihr neuer Freund Richard, einen angeblich harmlosen Koffer an den Hotelgast Mr. Jang zu übergeben. Lucy weigert sich, ihr ist die Sache nicht geheuer. Da fesselt Richard sie mit einer Handschelle an den Koffer und steckt ihr 500 Dollar in den Ausschnitt. Gezwungenermaßen meldet sich Lucy an der Empfangstheke, an der sie sieht, dass der draußen wartende Richard erschossen wird. Im nächsten Moment schleppt man sie brutal in die Suite von Mr. Jang, einem südkoreanischen Gangsterboss. Der Koffer enthält eine Substanz namens CPH4. Die Droge sei ein Nootropikum, das bei ausreichend hoher Dosis Kontrolle über Materie, Raum und Zeit ermöglicht. Lucy und drei Männern aus Deutschland, Italien und Frankreich wird je ein Paket mit der Droge in den Unterleib hineinoperiert. Das CPH4 soll auf diese Weise nach Europa geschafft werden. Den unfreiwilligen Schmugglern droht man bei Nichtbefolgen des Auftrags mit extremen Konsequenzen für ihre Familien und Angehörigen.
Lucy findet sich nach der Operation angekettet in einem Container wieder, wo ihr einer von Jangs Schergen mehrmals in den Unterleib tritt. Dadurch platzt das Paket in ihrem Bauch auf, und die Droge wird teilweise in ihrem Körper freigesetzt. Dies lässt die Leistungsfähigkeit ihres Gehirns rapide steigen. Die Substanz bewirkt, dass Lucy immer mehr Anteile ihrer „Gehirnkapazität“ nutzen kann. Ihre Intelligenz nimmt zu und sie erlangt die vollständige Kontrolle über ihren Körper, was es ihr ermöglicht, ihre Bewacher zu töten und mühelos aus der Gefangenschaft zu entkommen. Mit einem Mal besitzt Lucy eine extrem gesteigerte Wahrnehmungsfähigkeit.
Ihre mehr und mehr von Rationalität geprägte Denkweise löst Lucy von ethischen Vorgaben, ihrer Menschlichkeit und Emotionalität. In einem Krankenhaus in Taipeh dringt sie in einen Operationssaal ein und erschießt einen Patienten auf dem Operationstisch (nachdem sie festgestellt hat, dass er ohnehin keine Überlebenschance hat), um sich selbst behandeln zu lassen. Sie zwingt den Chirurgen, die Plastikhülle mit Resten der Droge aus ihrem Körper zu entfernen. Anschließend fasst sie den Plan, die übrigen drei Pakete an sich zu bringen, da sie glaubt, noch mehr CPH4 zu benötigen. Dazu dringt sie in Jangs Hotel ein und extrahiert per Telepathie die Zielorte der verbliebenen Drogenkuriere aus Jangs Gedächtnis. Der wütende Jang nimmt daraufhin die Verfolgung auf.
In ihrer Wohnung beginnt Lucy mit Nachforschungen über ihren Zustand. Innerhalb weniger Minuten recherchiert sie das gesamte Wissen zum Thema Gehirnforschung. Anschließend kontaktiert sie den Wissenschaftler Samuel Norman in Paris, einen Pionier auf dem Gebiet der Nutzung größerer Anteile des Gehirns. Inzwischen hat sie die Fähigkeit erlangt, elektromagnetische Wellen zu manipulieren, und sie weckt Normans Interesse, indem sie während des Telefonats das Bild ihrer Webcam auf seinem Fernseher im Hotelzimmer anzeigt und weitere elektrische Geräte in seiner Nähe steuert. Ebenso telefoniert sie mit dem Pariser Polizisten Pierre del Rio, dem sie Informationen über die drei anderen Drogenkuriere zukommen lässt, um diese an ihren Zielorten festzunehmen und nach Frankreich zu überstellen. Anschließend fliegt sie nach Paris. Während des Fluges lässt die CPH4-Konzentration in Lucys Körper nach, wodurch sich dieser aufzulösen beginnt. Sie kann den Zerfallsprozess gerade noch aufhalten, indem sie den Rest ihres CPH4-Paketes einnimmt, bevor sie das Bewusstsein verliert.
Lucy erwacht angekettet und sediert in einem Polizeikrankenhaus. Durch ihre Fähigkeiten erweist sich die Sedierung als wirkungslos. Sie befreit sich, versetzt eine ganze Polizeieinheit in Tiefschlaf und überredet del Rio, sie zu dem Krankenhaus zu fahren, in dem sich die drei Drogenkuriere befinden. Dort haben Jangs Schergen inzwischen die Polizeiwachen getötet und sind gerade dabei, die Drogenpakete zu entnehmen. Lucy trifft ein und nimmt den Gangstern mit ihren inzwischen entwickelten telekinetischen Fähigkeiten die Drogenpakete ab. Anschließend fährt sie mit del Rio zur Universität, um sich mit Professor Norman und weiteren Wissenschaftlern zu treffen. Da Jang sie verfolgt, was Lucy telepathisch aus dem Mobilfunknetz ausfiltert, bittet sie del Rio um Verstärkung, um den Raum mit sich und den Wissenschaftlern zu beschützen, während sie das gesamte CPH4 einnimmt, um ihre Gehirnleistung auf 100 % zu steigern. Während sich die Gangster mit der Polizei eine Schießerei liefern, durchläuft Lucy eine Metamorphose, bei der sich ihr Körper sämtliche Geräte des Labors einverleibt, um einen neuartigen Computer zu schaffen. Lucy macht eine Zeitreise bis zu den Ursprüngen des Universums. Auf dieser Reise trifft sie auf ihre Namensvetterin Lucy, den im Prolog gezeigten Vormenschen. Die Begegnung ähnelt der Ikonographie von Michelangelos Fresko Die Erschaffung Adams in der Sixtinischen Kapelle.
Schließlich setzen die Gangster die Polizisten mit einer Rakete außer Gefecht, und Jang verschafft sich Zugang zum Labor. Kurz bevor er Lucy erschießen kann, löst sie sich in Luft auf, so dass del Rio Jangs Verwunderung nutzt und ihn erschießt. Es bleiben nur Lucys Kleidung sowie der von ihr erschaffene Supercomputer zurück. Aus diesem manifestiert sich ein USB-Stick, den Professor Norman abzieht, anschließend zerfällt der Computer zu Staub. Del Rio fragt Norman nach Lucys Aufenthaltsort, woraufhin das Mobiltelefon des Polizisten die Nachricht „I AM EVERYWHERE“ (englisch für „Ich bin überall“) empfängt.
Der Film endet mit einem Blick von oben auf den toten Jang, der im Drehstuhl sitzt, und Lucys Stimme aus dem Off: „Vor einer Milliarde Jahren wurde uns das Leben geschenkt. Macht etwas daraus!“

## Synchronisation
Die deutsche Synchronisation entstand unter der Dialogregie von Antonia Ganz im Auftrag der Berliner Interopa Film GmbH.
| Darsteller         | Sprecher              | Rolle               |
| ------------------ | --------------------- | ------------------- |
| Scarlett Johansson | Luise Helm            | Lucy Miller         |
| Morgan Freeman     | Klaus Sonnenschein    | Prof. Samuel Norman |
| Lio Tipton         | Anja Stadlober        | Caroline            |
| Julian Rhind-Tutt  | Axel Malzacher        | Der Engländer       |
| Samuel Churin      | Frank Muth            | Hotel-Rezeptionist  |
| Frédéric Chau      | Jeffrey Wipprecht     | Kabinen-Manager     |
| Amr Waked          | Patrice Luc Doumeyrou | Pierre Del Rio      |
| Pilou Asbæk        | Jesco Wirthgen        | Richard             |
| Renaud Cestre      | Nicolás Artajo        | Student             |
| Bob Martet         | Matthias Klages       | Zollbeamter         |

## Hintergrund
An der Realisierung des Films waren die Filmproduktionsgesellschaften TF1 Films Production und EuropaCorp beteiligt. Die Dreharbeiten für den Film fanden in Frankreich und Taiwan statt. Angelina Jolie war eigentlich für die Hauptrolle vorgesehen, sagte jedoch ab.  Gleiches galt auch für Milla Jovovich, die aufgrund ihrer Schwangerschaft ablehnte.
Bei einem Budget von 40 Millionen US-Dollar spielte der Film laut Box Office Mojo bis 2016 weltweit 463,4 Millionen US-Dollar ein.

## Auszeichnungen
Der Film wurde von der Deutschen Film- und Medienbewertung (FBW) mit dem Prädikat besonders wertvoll ausgezeichnet.
Da der Film in Deutschland am Startwochenende mehr als 1000 Besucher pro Kopie verzeichnen konnte, wurde er mit einem Bogey Award ausgezeichnet.

## Kritiken
„Luc Besson gelingt mit ‚Lucy‘ ein durchaus sehenswerter Genremix[,] der mit seiner Mischung aus Action und Science Fiction zu unterhalten vermag. Einzig und allein die fehlende Figurenzeichnung zahlreicher Personen sowie das eine oder andere Logikloch mindern das Sehvergnügen, worüber man jedoch bei diesem kurzweiligen Film hinwegsehen kann.“

„Für Lucy braucht man nicht einmal ein Prozent seiner geistigen Kapazität. Die interessante Grundidee ist voller Logiklöcher, und leider wird auch keine der Nebenfiguren genauer vorgestellt. […] Aber eigentlich ist das alles egal, denn die Action sitzt. Wer bereit ist, die vielen unlogischen Aspekte zu übersehen, kann sich zurücklehnen und einen irren Trip geniessen.“

„Nach Komödienkonventionen der öden Art in ‚Malavita – The Family‘ legt Galliens Action-Maître Luc Besson dar, wie Populärkino den Geist anregen kann, wenn es furiose F/X und ein frenetisches High Concept nur exzellent inszeniert. Mit der Kreation einer Wonderwoman, von Scarlett Johansson menschlich unheimlich nahegehend gemimt, übertrifft sich der Franzose selbst und präsentiert seinen besten Beitrag seit vielen Jahren.“

„Luc Besson entfacht mit dem kühnen Science-Fiction-Reißer ‚Lucy‘ ein exzentrisches Action-Inferno mit höllischem Unterhaltungswert – irgendwo zwischen durchgeknalltem Nonsens und philosophischer Einsicht.“

„Was den Film überhaupt von manchen seiner Art unterscheidet: Lucy bleibt Mensch, empfindet Verantwortung, sogar Opferbereitschaft. Alles zu wissen und zu sehen, verleiht zwar überirdische Fähigkeiten, ist aber furchtbar und viel zu viel für eine einzelne Kreatur – eine moralische, ja, tröstliche Botschaft, die sich bei allem überwiegend köstlichen Tohuwabohu auch Fans eher erdverbundener Kinostoffe mühelos erschließt.“

„Leider dauert es viel zu lange, bis der Film diesem selbstauferlegten Größenwahnsinn gerecht wird. Regisseur Luc Besson […] übersetzt die farbensatte Opulenz seiner früheren Arbeiten dieses Mal in pure Beschleunigung. Assoziative Bilderfetzen fliegen auf der Leinwand durcheinander […] vor allem aber, weil es todschick aussieht. Doch solange Besson sich an die Reste einer Handlung festklammert, erscheint die ganze Konstruktion bald so öde wie angreifbar […] Aber das beinahe schon abstrakte Kunstwerk, zu dem er seinen Film am Ende macht, steht auch gut für sich selbst, sobald er die Bilder aus dem Gefängnis des Plots befreit hat.“